# Ючбунар
Ючбунар или Юч Бунар (от турски: Три кладенци) е историческото име на квартал в западната част на центъра на София. Днес кварталът е по-познат като „Възраждане“, идвайки от името на района, в който се намира.

## Граници
Ючбунар граничи на изток, по булевард „Христо Ботев“, с централната градска част. На север Владайската река (булевард „Сливница“) разделя квартала от Банишора. Границата на запад между Ючбунар и Коньовица в края на XIX век е естествената преграда на Владайската река, но по-късно след регулирането и проектирането на булевард „Окръжен“ (сега „Константин Величков“) той става новата граница между двата квартала. За южна граница на квартала се приема булевард „Александър Стамболийски“ (по онова време – булевард „Клементина“) или улица „Три уши“, включвайки днешната Зона Б-5. В тази част на квартала – на юг от булевар „Клементина“ се оформя и Еврейската махала.

### Възникване и заселване
Преди Освобождението „Ючбунар“ се е наричала местността западно от градската стена (съвпадаща приблизително със сегашния бул. „Христо Ботев“), разположена върху заливната тераса на Владайската река. За бедствията, които често е предизвиквало неблагоприятното разположение на квартала, разказва Иван Вазов.
Заселването на Ючбунар започва през 1889 г., когато при управлението на кмета Димитър Петков започва мащабната градоустройствена трансформация на София, при която евреите, изселени от старата еврейска махала на предосвобожденска София са преместени в Ючбунар, който се оформя като нова еврейска махала, останка от която е Еврейският културен дом на пл. „Възраждане“. Освен тях в Ючбунар парцели за заселване получават и бездомници и бежанци. След 2 години тук вече живеят 1500 семейства и кварталът е парцелиран и достига своята естествената граница на север и запад – Владайската река. Така през 1891 г. програмата за предоставяне на парцели на бездомни е прекратена.

### Облик
Ючбунар винаги се е отличавал със своя пролетарски характер: населен предимно от работници, занаятчии, евреи, бежанци и други хора с нелека съдба. Чавдар Мутафов нарича Ючбунар „република на мъченици“. Стъргалото на Ючбунар е ул. „Пиротска“, а „сърцето“ на квартала е градинката (която в началото на XX век е площад) до църквата „Св. Никола“ (наричана някога „Св. Никола Ючбунарски“) на ъгъла на ул. „Пиротска“ и ул. „Опълченска“. Друго култово място в квартала е кръчмата „Сивия кон“, датираща още от първите години на заселването на квартала, за чието своеобразно наименование разказва Георги Каназирски-Верин.
Кварталът е запазил отличителния си облик с неговите стари кооперации и къщи. В последните години е започнало и по-модерно строителство.